# Strážisko
Strážisko – szczyt w Górach Odrzańskich, w Niskim Jesioniku, w kraju ołomunieckim, w Czechach. Jego wysokość wynosi 675 m n.p.m. i jest to drugi co do wielkości szczyt Gór Odrzańskich. Znajduje się na terenie poligonu wojskowego Libavá.